# 1904 en Suisse
Chronologie de la Suisse
- 1900
- 1901
- 1902
- 1903
- 1904
- 1905
- 1906
- 1907
- 1908

Chronologie de la Suisse
1903 en Suisse - 1904 en Suisse - 1905 en Suisse

## Gouvernement au1erjanvier 1904
- Conseil fédéral[1]
  - Robert Comtesse (PRD), président de la Confédération
  - Marc-Emile Ruchet (PRD), vice-président de la Confédération
  - Eduard Müller (PRD)
  - Ludwig Forrer (PRD)
  - Ernst Brenner (PRD)
  - Joseph Zemp (PDC)
  - Adolf Deucher (PRD)

## Évènements
Vendredi 1er janvier 
- Inauguration de la piste de bobsleigh Cresta Run à Saint-Moritz (GR).

 Samedi 9 janvier 
- Premier numéro en français de Coopération, hebdomadaire de Coop.

 Samedi 23 janvier 
- Mise en service du chemin de fer de la Singine, entre Flamatt (FR) et Gümmenen (BE).

 Dimanche 20 mars 
- Fondation à Zurich de l'Association suisse des tireurs vétérans.

 Lundi 11 avril 
- Le Conseil des États adopte le projet de loi contre l’apologie du crime.

 Jeudi 14 avril 
- Record de chaleur pour la saison à Genève, où le thermomètre indique 27,5° degrés C.

 Mardi 19 avril 
- Une avalanche provoque la mort de 13 personnes à Grengiols (VS).

 Samedi 21 mai 
- Ouverture de la ligne de chemin de fer à voie normale Saignelégier-Glovelier. Ce tronçon sera mis ultérieurement à voie étroite.

 Samedi 28 mai 
- Création de la Conférence des recteurs des universités suisses.

 Lundi 30 mai 
- Une collision entre en tram et un fiacre met un terme à l’exploitation provisoire de la ligne de la Cité, qui devait emprunter les rues de la Vieille-Ville de Genève.

 Jeudi 2 juin 
- Avec la construction du port rhénan, le premier chaland arrive à Bâle, en provenance de Duisbourg (Allemagne), transportant 300 tonnes de charbon destiné à l’Usine à gaz.

 Samedi 4 juin 
- Premier Dies Academicus de l’Université de Genève.

 Jeudi 14 juillet 
- Inauguration du Musée d’ethnographie de Neuchâtel.

 Lundi 18 juillet 
- 500 maçons se mettent en grève à La Chaux-de-Fonds (NE), bloquant les chantiers de la ville.

 Mardi 19 juillet 
- Le village de Neirivue (FR) est ravagé par un incendie. En moins de deux heures, le village est réduit à un amas de ruines.

 Lundi 8 août 
- Le village de Clèbes, sur la commune de Nendaz (VS), est entièrement détruit par un incendie provoqué par des enfants jouant avec des allumettes.

 Mercredi 10 août 
- Lors de la grève des maçons, des incidents opposent la troupe à la population à La Chaux-de-Fonds (NE).

 Dimanche 14 août 
- Ouverture du VIe Congrès international de zoologie à Berne.

 Mercredi 17 août 
- Premier Congrès des jardins alpins aux Rochers de Naye (VD).

 Jeudi 1er septembre 
- Le dernier ours brun vivant en liberté en Suisse est tué à Scuol, en Basse-Engadine (GR).

 Lundi 26 septembre 
- Inauguration du Conservatoire et Jardin botaniques de Genève.

 Vendredi 7 octobre 
- Le Théâtre de Bâle, inauguré en 1875, est détruit par un incendie.

 Dimanche 16 octobre 
- Inauguration du Conservatoire cantonal de musique à Fribourg.

 Mercredi 9 novembre 
- Une grande partie du village de Feschel (VS) est détruite par un incendie.

 Jeudi 17 novembre 
- La ville de Lausanne inaugure la maison d’arrêts du Bois-Mermet.

 Dimanche 20 novembre 
- Réuni en Congrès à Zurich, le Parti socialiste suisse adopte un programme prônant la lutte des classes et visant à remplacer l'économie capitaliste par une économie communiste.
- Réunis à Olten (SO), les représentants de seize clubs de ski fondent la Fédération suisse de ski.

 Dimanche 27 novembre 
- Fondation à Baden (AG), de la Fédération suisse des communautés israélites, dans le but de faire lever l’interdiction de l’abattage rituel et de lutter contre l’antisémitisme.

 Mardi 20 décembre 
- Mise en service du tronçon Château-d'Œx-Gstaad du Chemin de fer Montreux-Oberland Bernois (MOB).

## Décès
- 5 février : Martin Wanner, historien, à Lucerne.
- 1er mai : Wilhlem His, anatomiste suisse, à Leipzig (Allemagne), à l’âge de 72 ans.
- 4 mai : Jean-Jacques Larguier des Bancels, médecin et conservateur du Musée de zoologie de Lausanneà Lausanne, à l’âge de 60 ans.
- 10 mai : Rosina Gschwind, cofondatrice de la Société d'utilité publique des femmes suisses à Kaiseraugst, à l’âge de 63 ans.
- 29 juin : Ernest Ruchonnet, homme d’affaires, promoteur du tunnel du Simplon et du chemin de fer Lausanne-Échallens (VD), à Lausanne, à l’âge de 72 ans.
- 1er juillet : Robert Schwarzenbach-Zeuner, industriel, à Ruschlikon (ZH), à l’âge de 65 ans.
- 30 juillet : Josef Joachim, écrivain, à Kestenholz (SO), à l’âge de 70 ans.

- 16 août : Friedrich Wilhelm Zahn, professeur d'anatomie pathologique à l'Université de Genève, à Weingarten (Bade-Wurtemberg), à l’âge de 58 ans.

- 4 septembre : Antonio Chiattone, sculpteur, auteur du monument de Sissi inauguré à Montreux en 1902, à Lugano, à l’âge de 48 ans.
- 13 septembre : Louis Favre, écrivain, à Neuchâtel, à l’âge de 82 ans.

- 21 octobre : Isabelle Eberhardt, écrivaine, à Aïn-Sefra (Algérie), à l’âge de 27 ans.